# Gauliga Mittelrhein 1935/36
Die Gauliga Mittelrhein 1935/36 war die dritte Spielzeit der Gauliga Mittelrhein des Deutschen Fußball-Bundes. Die Gauliga wurde in dieser Saison erneut in einer Gruppe mit zehn Mannschaften im Rundenturnier ausgespielt. Die Gaumeisterschaft sicherte sich erstmals der Kölner CfR und qualifizierte sich dadurch für die deutsche Fußballmeisterschaft 1935/36, bei der die Kölner in einer Gruppe mit Fortuna Düsseldorf, dem FC Hanau 93 und dem SV Waldhof Mannheim Gruppenletzter wurden, was nicht zum Weiterkommen ausreichte. Die beiden Trierer Vereine Eintracht und Westmark sind abgestiegen. Aus den Bezirksligen stiegen die Spvgg Andernach und der SV Beuel 06 auf.

## Abschlusstabelle
| Pl. | Verein               | Sp. | S | U | N  | Tore    | Quote | Punkte |
| --- | -------------------- | --- | - | - | -- | ------- | ----- | ------ |
| 1.  | Kölner CfR           | 18  | 9 | 6 | 3  | 044:250 | 1,76  | 24:12  |
| 2.  | TuRa Bonn (N)        | 18  | 9 | 5 | 4  | 039:250 | 1,56  | 23:13  |
| 3.  | Bonner FV 01         | 18  | 9 | 3 | 6  | 031:290 | 1,07  | 21:15  |
| 4.  | Mülheimer SV 06      | 18  | 8 | 4 | 6  | 036:220 | 1,64  | 20:16  |
| 5.  | Kölner SC 1899       | 18  | 9 | 2 | 7  | 034:280 | 1,21  | 20:16  |
| 6.  | SpVgg Sülz 07        | 18  | 6 | 7 | 5  | 026:290 | 0,90  | 19:17  |
| 7.  | VfR Köln 04 rrh. (M) | 18  | 7 | 3 | 8  | 036:320 | 1,13  | 17:19  |
| 8.  | TuS Neuendorf (N)    | 18  | 6 | 5 | 7  | 033:400 | 0,83  | 17:19  |
| 9.  | SV Westmark Trier    | 18  | 4 | 3 | 11 | 028:390 | 0,72  | 11:25  |
| 10. | Eintracht Trier      | 18  | 3 | 2 | 13 | 020:580 | 0,34  | 08:28  |

| (M) | Titelverteidiger               |
| (N) | Aufsteiger aus der Bezirksliga |

## Aufstiegsrunde
Zusätzlich zu den beiden Siegern in der Aufstiegsrunde stieg Rhenania Würselen zur kommenden Saison in die Gauliga Mittelrhein auf. Würselen spielte vorher in der Gauliga Niederrhein und nahm erfolgreich an der dortigen Aufstiegsrunde teil.

### Gruppe A
| Platz | Verein          | Spiele | Tore  | Quote | Punkte |
| ----- | --------------- | ------ | ----- | ----- | ------ |
| 1.    | Spvgg Andernach | 6      | 19:9  | 2,00  | 10:20  |
| 2.    | VfL Poll        | 6      | 17:10 | 1,70  | 08:40  |
| 3.    | SV Wittlich     | 6      | 9:12  | 0,83  | 05:70  |
| 4.    | SV 09 Eitorf    | 6      | 8:22  | 0,36  | 01:11  |

### Gruppe B
| Platz | Verein        | Spiele | Tore  | Quote | Punkte |
| ----- | ------------- | ------ | ----- | ----- | ------ |
| 1.    | SV Beuel 06   | 4      | 15:30 | 5,00  | 7:1    |
| 2.    | FV Engers 07  | 4      | 08:14 | 0,57  | 3:5    |
| 3.    | SVg Oberstein | 4      | 11:17 | 0,65  | 2:6    |